# Medvedova ulica (Maribor)

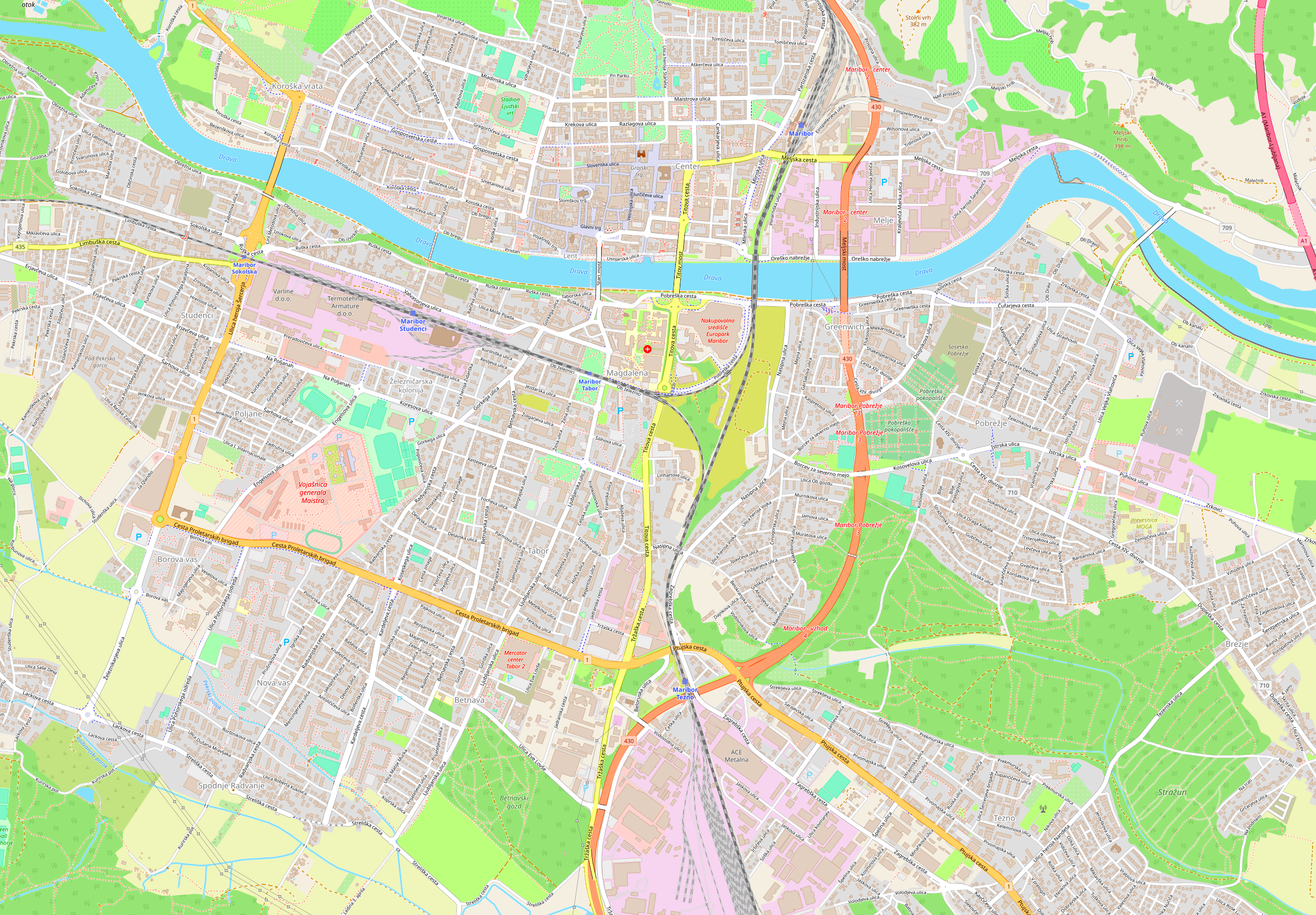

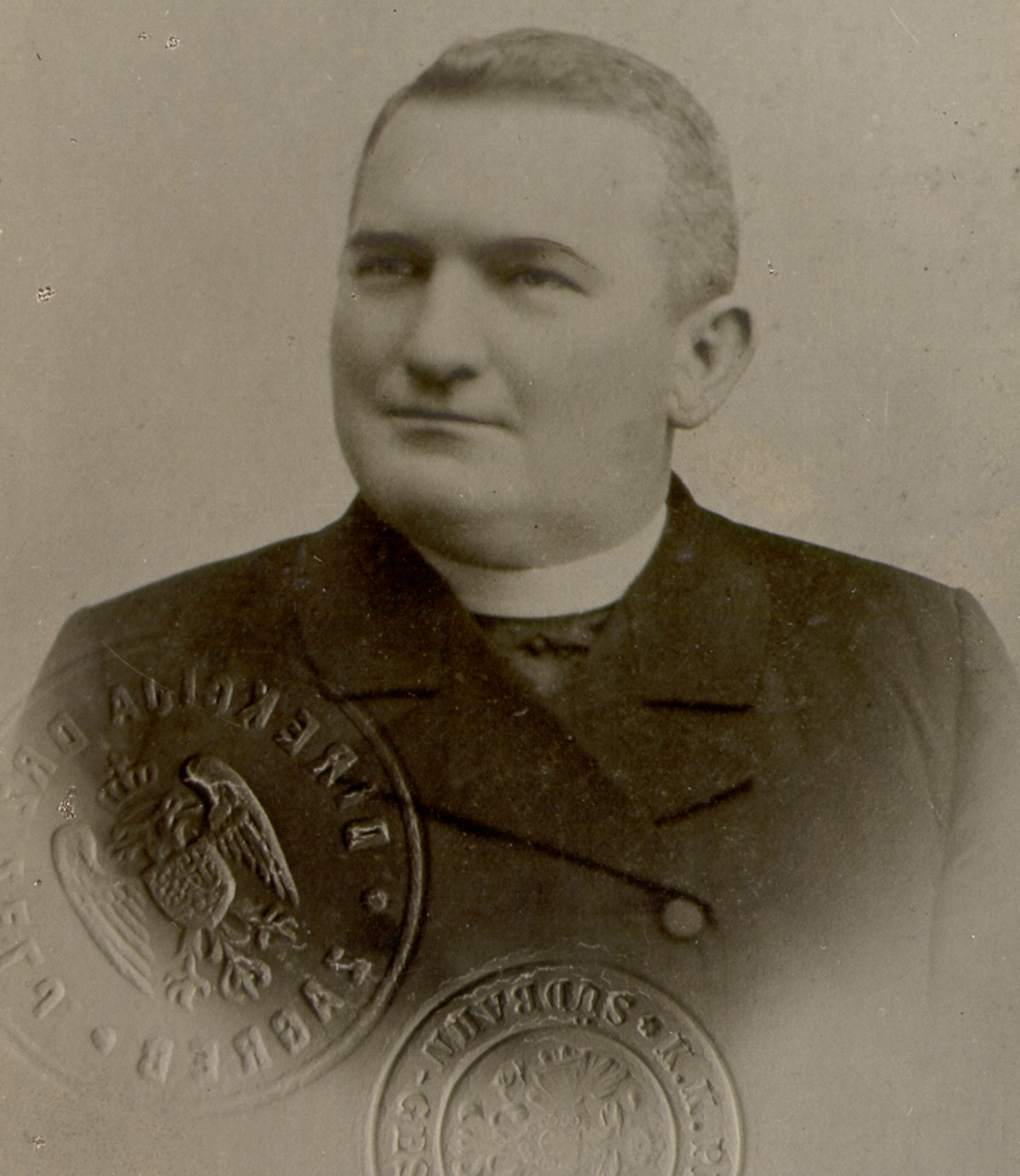
Anton Medved

Medvedova ulica (Medved-Gasse) ist der Name einer Straße im Stadtbezirk Koroška Vrata in Maribor (Slowenien). Sie ist benannt nach dem slowenischen Dichter und römisch-katholischen Geistlichen Anton Medved Anton Medved (1862–1925).

## Geschichte
Im Jahr 1928 erhielt eine neue Straße in Koroška vrata den Namen Dr. Anton Medvedova ulica. Im Jahr 1934 wurde der Straßenname auf Medvedova ulica abgekürzt. Während der deutschen Besetzung wurde im Jahr 1941 der Name der Straße vorübergehend in Medved-Gasse eingedeutscht und im selben Jahr nach dem österreichischen Dramatiker Franz Grillparzer (1791 bis 1872) in Grillparzer-Straße umbenannt. Die Straße endete damals an der heutigen Turnerjeva ulica. Im Mai 1945 wurde ihr der slowenische Name Medvedova ulica zurückgegeben.
Anton Medved (1862 bis 1925) – Priester, Lehrer und Schriftsteller – besuchte ab 1885 das Theologische Seminar in Maribor. 1889 schloss er sein Theologiestudium in Wien ab und kehrte nach verschiedenen Tätigkeiten 1892 nach Maribor zurück, wo er zunächst Choralvikar und Katechet und dann Professor am Mariborer Gymnasium war. Bereits als Student beschäftigte er sich mit Poesie und übte sich im öffentlichen Reden. Er verfasste Gedichte, Andachtslieder, historische und philosophische Texte. Berühmt wurde Medved als Redner bei kirchlichen Zeremonien und nationalen Festen.

## Lage
Die Straße beginnt an der Kreuzung von Vrbanska cesta und Gregorčičeva ulica südwestlich des Ljudski-vrt-Stadions. Sie verläuft nach Nordwesten bis zur Einmündung in die Njegoševa ulica.

## Abzweigende Straßen
Die Medvedova ulica berührt folgende Straßen (von Ost nach West): Rosinova ulica, Kosarjeva ulica, Tomanova ulica, Turnerjeva ulica, Pasterkova ulica.